# 다케나카 에이타로
다케나카 에이타로(일본어: 竹中 英太郎: 1906년 12월 19일 - 1988년 4월 8일)는 일본의 삽화가, 노동운동가, 실업가다.  신좌파 활동가이자 문예평론가인 다케나카 로가 그의 장남이다. 차녀 카네코 무라사키(金子紫)는 “다케나카 에이타로 기념관” 관장이다.
후쿠오카시 우에나지마(현재의 후쿠오카시 중앙구 다이묘)의 몰락 사족 집안에서 태어났다. 장남 로에 따르면 심장역위증으로 심장이 오른쪽, 십이지장이 왼쪽에 있는 희귀신체의 소유자였다고 하는데, 차녀 무라사키는 이를 부정하고 있다. 1살 때 부친을 여의고 극빈 속에서 자랐다. 
11세 때 구마모토로 이주, 구마모토중학교 야간부에서 배우면서 경찰의 급사(給仕)로 고학을 했다. 이 때 입수한 사회주의 관련 문건을 읽고 사회주의자가 되었다. 1924년 4월, 구마모토무산자동맹 설립에 동참했다. 그 밖에 피차별부락 출신이 아님에도 불구하고 구마모토수평사 창립에 참여했다는 설도 있는데, 스즈키 요시아키에 따르면 확실하게 사실이 확인된 것은 아니며, “구마모토무산자동맹 등을 통해 측면에서 구마모토수평사의 활동에 협력한” 정도로 생각된다. 다케나카와 함께 구마모토무산자동맹을 결성한 이와노 타케시(岩野猛)・이와오 이에야다(岩尾家貞)는 모두 구마모토수평사 창립멤버이기도 하다.
1924년 가을, 혁명운동을 하기 위해서는 경제학 지식이 필요하다는 이유로 상경, 제1외국어학교 영문과 및 가와바타 미술학교에 입학했다. 학비를 버는 수단으로 삽화나 제본 일을 시작하면서 삽화가가 되었고, 요코미조 세이시가 편집장으로 있던 『신청년』지에서 에도가와 란포의 「음수」의 삽화를 담당했다. 이후 『신청년』을 중심으로 요코미조 세이시・코가 사부로・오오시타 우다루・유메노 큐사쿠 등의 소설에 삽화 작품을 실었다.
1936년 2·26 사건을 계기로 붓을 꺾고 단신으로 만주에 건너가 『월간 만주』, 『어린이 만주』의 편집에 종사했으나, 일본으로 송환되어 도쿄 시나가와에서 철공소를 경영했다.
1942년, 전쟁통에 후처 츠네코(つね子)의 고향 고후로 소개(疎開)했다. 1944년 야마나시일일신문에 입사해서 신문기자가 된다. 전후에는 야마나시일일신문 노조위원장, 일본신문노련 부위원장, 지노위 노동자측위원, 야마나시일일신문 논설위원을 역임했다. 현의원 보궐선거에도 입후보해 보았으나 낙선했다. 또 테레비 야마나시의 『일요방담』에 고정출연했다.
전후에는 이와타 센타로・츠보이 시게지 등이 화단으로 복귀하라고 권유했으나 고사하고 취미로만 그림을 그렸다. 그러다 1967년 장남 로의 부탁으로 『기온마츠리』 선전 팜플렛용 작품을 제작했고, 1974년 로의 프로모트로 마를레네 디트리히가 방일했을 때 소묘와 영화 스틸컷을 콜라주한 포스터를 제작했다. 디트리히는 호텔방에 장식된 그 작품들이 마음에 들어 귀국할 때 가져갔다고 한다.
만년에는 장녀와 손자를 위해 서비스회사 “중부문교(中部文教)”를 설립했다.
1988년 도쿄 신주쿠 노상에서 허혈성 심부전 발작을 일으켜 급사했다. 향년 82세.
1. ↑  『竹中英太郎作品譜 百怪、我ガ腸ニ入ル』
2. ↑  鈴木義昭『夢を吐く絵師 竹中英太郎』p.223（弦書房、2006年）
3. ↑  鈴木義昭『夢を吐く絵師 竹中英太郎』p.51（弦書房、2006年）
4. ↑  鈴木義昭『夢を吐く絵師 竹中英太郎』p.224（弦書房、2006年）。上京の目的は大杉栄虐殺に報復することだったと竹中労は伝えているが、金子紫はこの説を否定している。
5. ↑  『竹中英太郎作品譜　百怪、我ガ腸ニ入ル』p.122